# Transposición de Neber
La transposición de Neber es una reacción orgánica en la cual una oxima se convierte en una α-aminocetona a través de una transposición en medio básico.

La oxima primero se convierte en la O-tosil de cetoxima por reacción con cloruro de tosilo. La base adicionada forma un carbanión el cual reemplaza al grupo tositlato en una sustitución nucleófila para dar una aziridina. La adición posterior de agua subsecuentemente hidroliza la aziridina para rendir la aminocetona.
La transposición de Beckmann es una reacción secundaria.